# تشو كان
تشو كان (بالصينية: 周灿) هو منافس ألعاب قوى صيني، ولد في 20 مايو 1979.

## وصلات خارجية
- تشو كان على موقع الاتحاد الدولي لألعاب القوى (الإنجليزية)
- تشو كان على موقع أوليمبيديا (الإنجليزية)
- تشو كان على موقع اللجنة الأولمبية الصينية (الإنجليزية)